# Ximo Tebar

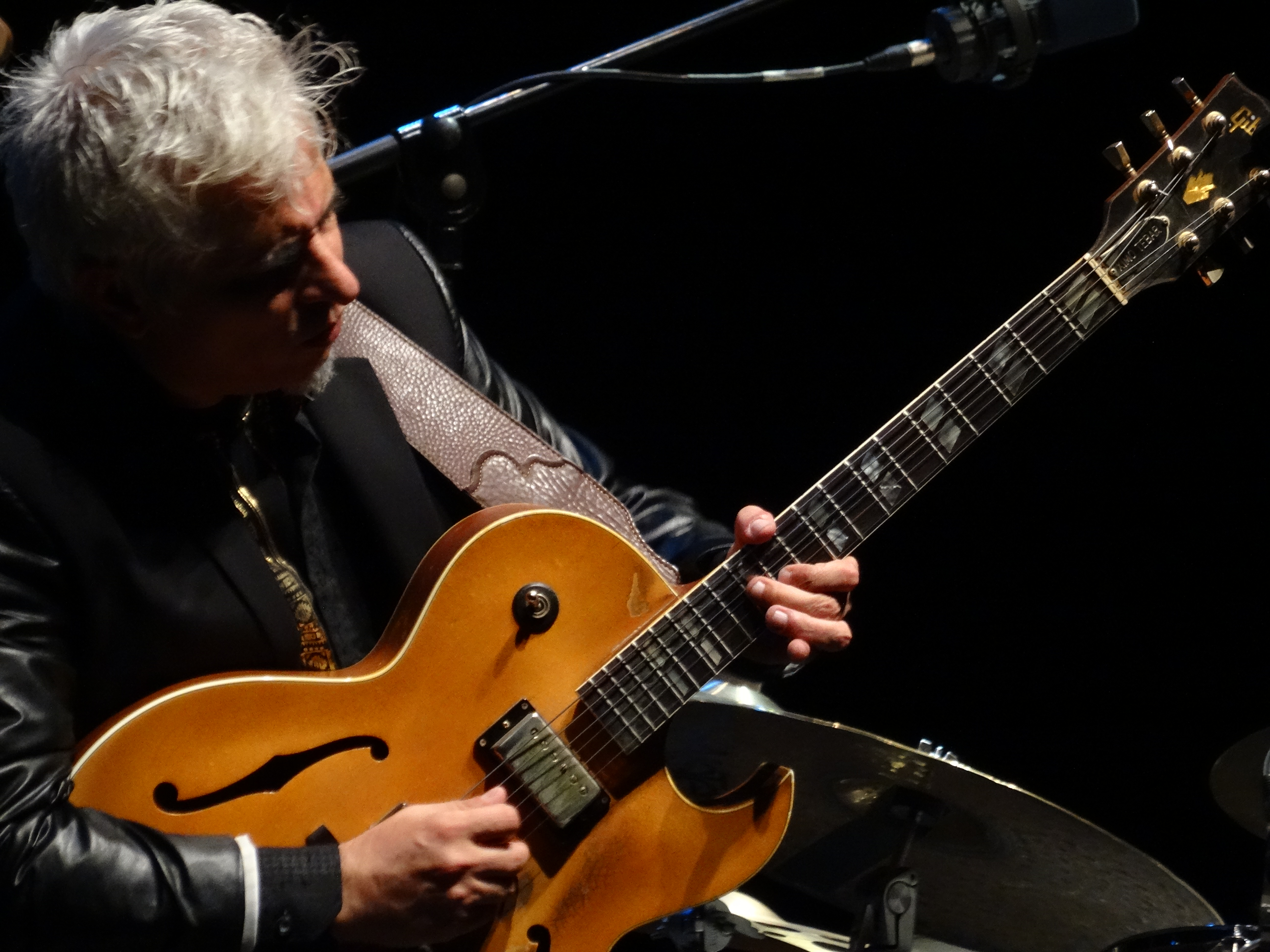
Ximo Tebar, 2017

Ximo Tebar (* 30. März 1963 in Valencia) ist ein spanischer Jazzmusiker (Gitarre, Komposition).

## Leben und Wirken
Tebar erhielt ab dem siebten Lebensjahr Gitarrenunterricht; er widmete sich zunächst dem Flamenco. Im Alter von 15 Jahren begann er, sich mit brasilianischer Musik zu beschäftigen. Mit 17 Jahren entschied er sich, eine Laufbahn als Profimusiker einzuschlagen und gründete seine eigene Jazz Group, mit der er 1990 den internationalen Wettbewerb des Jazzfestivals von Getxo gewann. 1989 spielte er als Repräsentant Spaniens in der Bigband der EBU.
Tebar ging seitdem regelmäßig mit seiner Band oder als Sologitarrist international auf Tournee. Auch begleitete er 1992 Lou Bennett in Europa. 1995 erhielt er einen Plattenvertrag bei Warner Brothers. 1997 tourte er mit Lou Donaldson, Dr. Lonnie Smith, Idris Muhammad und Billy Brooks. Sein Album Goes Blue, das auf seinem eigenen Label Omix erschien, wurde von Kritikern als ausgezeichnetes Werk gelobt. Chucho Valdés holte Tebar im Jahr 2000 auf dem Havana Festival in das dortige All-Star-Ensemble (neben Danilo Perez, Giovanni Hidalgo, Tata Guines, Ronnie Cuber, Dave Valentin und Nicholas Payton). 2002 trat er erstmals im New Yorker Club Birdland auf; Ende 2003 zog er nach New York, um mit Arturo O’Farrill und dem Afro Cuban Jazz Orchestra von Chico O’Farrill zu arbeiten. Auch produzierte er Alben für Dave Schnitter und Ester Andujar. Weiterhin arbeitete er mit Johnny Griffin, Benny Golson, Joe Lovano, Tom Harrell, Tete Montoliu, Anthony Jackson, Louie Bellson, Pedro Iturralde oder Jan Akkerman.
Mit dem auf Initiative des Museo de Arte Moderno in Valencia gegründeten IVAM Jazz Ensemble, hat Tebar die Musik von Erik Satie mit dem Flamenco Jazz fusioniert. Er ist auch auf Aufnahmen von Joc Fora, Ricardo Belda, Lou Bennett (Now Hear My Meaning), Presuntos Implicados, Ester Andújar, Roque Martinez und David Pastor zu hören.

## Preise und Auszeichnungen
Tebar wurde als Solist und mit seiner Gruppe 1989 und 1990 vom Kulturministerium mit dem Muestra Nacional de Jazz ausgezeichnet. Seine Gruppe gewann 1990 den Wettbewerb von Getxo. 2001 und 2002 wurde seine Band als Beste Gruppe mit dem Premio Jazz Promusics geehrt; das Album Homepage erhielt 2001 einen weiteren dieser Preise. 2007 wurde er mit dem Preis für außerordentliche Leistungen im Bereich der Jazzerziehung der International Association for Jazz Education gewürdigt.

## Diskographische Hinweise
- Aranzazu (RNE, 1988 mit Ricardo Belda, Luis Llario, Jeff Jerolamon, Ramón Cardo)
- Son Mediterráneo (WEA 1995, mit Jorge Pardo, Sole Giménez, Joan Améric, Rubem Dantas, Ricardo Belda, Luis Llario, Felipe Cucciardi, Adolfo Crespo)
- Homepage (WEA 1998, mit Joey DeFrancesco, Jorge Pardo, Carles Benavent, Santi Navalón, Ramón Cardo, Rubem Dantas, Ricardo Belda, Jesús Gabaldón, Sole Giménez, Idris Muhammad)
- Goes Blue (Omix Records 2001, mit Lou Donaldson, Dr. Lonnie Smith, Idris Muhammad)
- Embrujado (Omix Records 2002, mit Michael Mossman, David Pastor, Ben Sidran, Ester Ándujar, Aranxa Domínguez, Miquel Gil, Javier Mustieles, Santi Navalón, Ricardo Belda, César Gines, Esteve Pi, Julián Vaughn, Wilson Chembo Corniel, Pepe Cantó sowie Sergio Marciano)
- The Champs (Omix Records 2004, mit Joey DeFrancesco und Idris Muhammad)
- Celebrating Erik Satie (Omix Records 2009, mit Sean Jones, Robin Eubanks, Stacy Dillard, Jim Ridl, Orrin Evans, Boris Kozlov, Donald Edwards, Ramón Cardo, David Pastor, Carlos Martin)
- Soleo (Warner 2016, mit Orrin Evans, John Benitez, Donald Edwards, Santi Navalón, Ricardo Belda, Ramón Cardo, Claudia Tébar, Fernando García)